# Праздники США
Пра́здники США — официально установленные США праздничные, памятные дни

## Перечень праздников США

### Федеральные праздники
| Дата                        | Официальное название      |
| --------------------------- | ------------------------- |
| 1 января                    | Новый год                 |
| Третий понедельник января   | День Мартина Лютера Кинга |
| Третий понедельник февраля  | Президентский день        |
| Последний понедельник мая   | День памяти               |
| 19 июня                     | День эмансипации          |
| 4 июля                      | День независимости        |
| Первый понедельник сентября | День Труда                |
| Второй понедельник октября  | День Колумба              |
| 11 ноября                   | День ветеранов            |
| Четвёртый четверг ноября    | День благодарения         |
| 25 декабря                  | Рождество                 |

### Другие праздники
| Дата                                                      | Праздник                                                          |
| --------------------------------------------------------- | ----------------------------------------------------------------- |
| 16 января                                                 | День свободы вероисповедания в США                                |
| 19 января                                                 | День рождения Роберта Ли                                          |
| 1 февраля                                                 | Национальный день свободы в США                                   |
| 2 февраля                                                 | День сурка в США                                                  |
| 12 февраля                                                | День рождения Авраама Линкольна                                   |
| 14 февраля                                                | День всех влюблённых                                              |
| 17 февраля                                                | День спонтанного проявления доброты                               |
| Третий понедельник февраля                                | День рождения Джорджа Вашингтона, День Президента                 |
| 1 марта                                                   | Национальный день цветных женщин в США                            |
| 17 марта                                                  | День святого Патрика                                              |
| 30 марта                                                  | Национальный день доктора в США                                   |
| 31 марта                                                  | День Сесара Чавеса                                                |
| 1 апреля                                                  | День смеха (День дурака)                                          |
| Пятница перед католической Пасхой                         | Страстная пятница (в 12 штатах США)                               |
| 17 и 9 апреля, 31 марта (соответственно 2022, 2023, 2024) | Католическая Пасха                                                |
| 22 апреля                                                 | Международный день Земли                                          |
| Последняя пятница апреля                                  | Праздник древонасаждения (День арбориста)                         |
| 30 апреля                                                 | День ветеранов вьетнамской войны в США                            |
| 1 мая                                                     | День Лояльности                                                   |
| 5 мая                                                     | Чинко де Майо (Синко де Майо)                                     |
| Второе воскресенье мая                                    | День матери (основан Энн Ривз-Джарвис и её дочерью Анной Джарвис) |
| 14 июня                                                   | День американского флага                                          |
| Третье воскресенье июня                                   | День отца                                                         |
| 18 июля                                                   | Национальный день хот-дога в США                                  |
| Последняя пятница июля                                    | День системного администратора                                    |
| 4 августа                                                 | День береговой охраны США                                         |
| 6 августа                                                 | День памяти жертв бомбёжки в Хиросиме                             |
| 9 августа                                                 | День защиты леса от пожара в США                                  |
| 16 августа                                                | День памяти Элвиса Пресли                                         |
| 26 августа                                                | День равенства женщин в США                                       |
| 9 сентября                                                | День принятия Калифорнии в Союз (США)                             |
| 22 сентября                                               | День американских деловых женщин (День предпринимательниц)        |
| 18 октября                                                | День Аляски                                                       |
| Третья суббота октября                                    | День сладостей в США                                              |
| 30–31 октября                                             | Хэллоуин — канун Дня всех святых (Самайн) День штата Невада       |
| Третий четверг ноября                                     | Международный день отказа от курения                              |
| Пятница после дня благодарения                            | Чёрная пятница                                                    |
| Понедельник после чёрной пятницы                          | Киберпонедельник                                                  |
| 26 декабря                                                | Фестиваль Кванзаа в США                                           |